# Sociologia ambiental
Sociologia Ambiental é um ramo da sociologia que se dedica ao estudo sociológico da vida social e das interações ambientais. Teve um grande desenvolvimento da década de 1970, com o crescente das preocupações ambientais.